# FIS-Carpath-Cup
FIS-Carpath-Cup (FIS Carpathian Cup 2013/14, ab 2014/15 FIS Carpath Cup) ist eine Nachwuchsserie im Skispringen.

## Geschichte
Der FIS-Carpath-Cup wurde in der Saison 2013/14 zum ersten Mal veranstaltet. Die Mitglieder sind Bulgarien, Kasachstan, Polen, Rumänien, Russland, Slowakei, Tschechien, Türkei, Ukraine, Ungarn.

## Modus
Die 1. Periode findet im Spätsommer/Herbst zwischen September und Oktober, dabei werden jeweils zwei Veranstaltungen mit je zwei Sprungwettbewerben auf Mattenschanzen veranstaltet. Die 2. Periode ist im Winter zwischen Dezember und März, dabei werden jeweils vier Veranstaltungen mit je zwei Sprungwettbewerben auf Schnee veranstaltet. Die Athleten erhalten nach dem Endergebnis Punkte für Gesamtwertung nach dem FIS-Punktesystem.

## Austragungsorte
Seit der Saison 2013/14 wurden in Polen und Rumänien der FIS-Carpath-Cup veranstaltet. Die Austragungsorte werden vom Organisationskomitee jährlich auf der Frühjahrskonferenz festgelegt.

## Gesamtwertung

### Herren
| Saison  | Sieger                  | Zweiter                       | Dritter                          |
| ------- | ----------------------- | ----------------------------- | -------------------------------- |
| 2013/14 | Ștefan Valentin Blega   | Mateusz Kojzar Szymon Szostok |                                  |
| 2014/15 | Ștefan Valentin Blega   | Robert Valentin Tatu          | Constantin Robert Buzescu Purice |
| 2015/16 | Muhammet İrfan Çintımar | Fatih Arda İpcioğlu           | Münir Güngen                     |
| 2016/17 | Ștefan Valentin Blega   | Nicolae Sorin Mitrofan        | Mihnea Spulber                   |
| 2017/18 | Nicolae Sorin Mitrofan  | Sergei Tkatschenko            | Ilja Kratow                      |
| 2018/19 | Andrew Urlaub           | Radu Păcurar                  | Radek Selcer                     |
| 2019/20 | Radu Păcurar            | Radek Rýdl                    | Kasperi Valto                    |

### Damen
| Saison  | Siegerin                  | Zweite                    | Dritte                 |
| ------- | ------------------------- | ------------------------- | ---------------------- |
| 2013/14 | Carina Alexandra Militaru | Kinga Rajda               | Bianca Elena Ştefănuţă |
| 2014/15 | Carina Alexandra Militaru | Andreea Diana Trâmbițaș   | Magdalena Pałasz       |
| 2015/16 | Kinga Rajda               | Carina Alexandra Militaru | Virág Vörös            |
| 2016/17 | Andreea Diana Trâmbițaș   | Šarlote Šķēle             | Maria Daria Chindriș   |
| 2017/18 | Kamila Karpiel            | Andreea Diana Trâmbițaș   | Paulina Cieślar        |
| 2018/19 | Annika Sieff              | Witalina Herassymjuk      | Annika Belshaw         |
| 2019/20 | Štěpánka Ptáčková         | Klára Ulrichová           | Veronika Jenčová       |